# Les aventures de Tintín: El secret de l'Unicorn (videojoc)
Les aventures de Tintín: El secret de l'Unicorn és un videojoc de plataformes i d'acció i aventura basat en la pel·lícula Les aventures de Tintín: El secret de l'Unicorn i publicat el 2011. Es va llançar per a Microsoft Windows, Nintendo 3DS, PlayStation 3, Wii, Xbox 360, Android, iOS i Symbian OS.
La versió per a Nintendo 3DS ha estat feta íntegrament a Ubisoft Barcelona, la filial d'Ubisoft de Sant Cugat del Vallès i està disponible en català.

## Jugabilitat
El videojoc és principalment de plataformes en 2D amb elements de puzle, tot i que hi ha altres tipus de nivells: nivells aeris en què el jugador controla un avió, nivells de conducció en què es controla una moto, i nivells de lluita amb espases. El jugador controla en Tintín durant la major part del joc, tot i que es pot controlar en Milú en algunes parts, i el capità Haddock a la batalla final. En les versions per a iOS i Android hi ha algunes diferències. Per exemple, la perspectiva és en 3D i en tercera persona.

## Argument
En Tintín, en Milú i el Capità Haddock viatgen en un hidroavió i travessen una tempesta quan un llamp impacta contra l'aeronau. S'estavellen al desert i queden inconscients. El videojoc fa llavors un flashback al dia anterior, en què en Tintín i en Milú passegen per un mercat i acaben comprant una maqueta d'un vaixell, que portarà cua.